# Acinia tessariae
Acinia tessariae es una especie de insecto del género Acinia de la familia Tephritidae del orden Diptera.

## Historia
Jean-Jacques Kieffer y Jorgensen la describieron científicamente por primera vez en el año 1910.